# Phronia gagnei
Phronia gagnei är en tvåvingeart som beskrevs av Chandler 1992. Phronia gagnei ingår i släktet Phronia och familjen svampmyggor. Arten är reproducerande i Sverige. Inga underarter finns listade i Catalogue of Life.